# Megaroc
Megarocはかつて英国惑星間協会で計画された有人弾道宇宙飛行の計画。

## 概要
1940年代に英国惑星間協会のメンバーで、設計者・芸術家のラルフ・スミスは、ドイツから接収したV2ロケットを「有人飛行ロケット」に転用するための提案書を作成した。
Megarocは、原型のV2ロケットを大型化して外殻を強化して推進剤の搭載量を増やして重量1トンの弾頭部分を乗組員が乗るカプセルに置き換えるという構想で地球周回軌道に投入するには十分な性能を備えていない事が既に判明していたので高度300kmへの弾道飛行を予定していた。
Megarocは打ち上げ後、宇宙空間に到達してから乗組員が収められたカプセルを分離して宇宙服を着た乗組員が地球や大気、太陽の観測を予定しており、さらに偵察活動への利用も視野に入れていた。カプセルは約5分間の無重力飛行後に降下してパラシュートで回収予定でロケット本体もパラシュートを使用して回収、再利用予定だった。軍需省に提案したものの、人材不足により却下された。
その後、1961年5月5日にアメリカのマーキュリー・レッドストーン3号が同じ概念の有人弾道飛行を実施した。2015年11月23日にブルーオリジンのニューシェパード2号機がカーマンラインを超え、宇宙空間とみなされる高度100.5kmに到達した。